# Cyrtostachys elegans
Espèce
Cyrtostachys elegans est une espèce de plantes à fleurs de la famille des Arecaceae. C'est un palmier endémique de Nouvelle-Guinée.

## Systématique
Le nom correct complet (avec auteur) de ce taxon est Cyrtostachys elegans Burret.

### Publication originale
- (la) M. Burret, « Palmae chinenses », Notizblatt des Botanischen Gartens und Museums zu Berlin-Dahlem, Allemagne, vol. 13, no 120,‎ 25 novembre 1937, p. 582-606.